# Neoathyreus androsensis
Neoathyreus androsensis es una especie de coleóptero de la familia Geotrupidae.

## Distribución geográfica
Habita en Andros (Bahamas).